# Оріхове (Сіверськодонецький район)
Орі́хове — село в Україні, у Гірській міській громаді Сіверськодонецького району Луганської області.
Населення становить 621 особу. Орган місцевого самоврядування — Гірська міська рада.

## Розташування
Село розташоване за 36 км від районного центру міста Попасна. Найближча залізнична станція — Шипилове, за 1,5 км.
У селі бере початок річка Горіхова.

## Історія
На початку XIX століття на Луганщині активно розвивалося землеробство. Стали вирощуватися нові культури: картопля, кукурудза. Розвивалося садівництво. У 30-х роках XX століття у Слов'яносербському повіті налічувалось 34 поміщицьких сади. В Оріховому був садок поміщика Ніколаєва.
Село постраждало внаслідок Голодомору 1932—1933 років, кількість встановлених жертв — 16 людей.
3 жовтня 2014 року в часі російсько-української війни близько 12:30 з території, підконтрольної бойовикам — із боку міста Первомайська, здійснюється обстріл Оріхового. 19 березня під час обстрілу блокпосту на трасі «Бахмутка» біля Оріхового загинув солдат 24-ї бригади Скубко Віталій Вікторович. 19 серпня 2015-го при виконанні бойового завдання біля Оріхового на розтяжці підірвалися четверо військовослужбовців, два з них (1986 та 1991 р.н.) загинули. Вояка 1980 р.н. в тяжкому стані госпіталізували. 24 вересня 2015-го при інженерному облаштуванні позицій біля спостережного посту під Оріховим військовики підірвалися на протипіхотній міні, четверо поранені.
Станом на 11 червня 2022 року за населений пункт тривають бої з військами РФ.

## Населення

### Мова
Розподіл населення за рідною мовою за даними перепису 2001 року:
| Мова       | Кількість | Відсоток |
| ---------- | --------- | -------- |
| українська | 550       | 88.57%   |
| російська  | 71        | 11.43%   |
| Усього     | 621       | 100%     |

За даними перепису 2001 року населення селища становило 621 особу, з них 88,57 % зазначили рідною українську мову, а 11,43 % — російську.

## Пам'ятки
Поблизу села розташований ентомологічний заказник місцевого значення «Балка Рідкодуб».

## Відомі уродженці
- Стрельник Леонід Петрович (1947—2017) — український поет.[10]

## Також
- Перелік населених пунктів, що постраждали від Голодомору 1932-1933, Луганська область